# Замок в Осаке
Замок в Осаке (яп. 大坂城 О:сакадзё:) — пятиэтажный японский замок в городе Осака, Япония, который играл ключевую роль в японской истории конца XVI — начала XVII столетий.
Замок был построен в 1585—1598 годах полководцем Тоётоми Хидэёси по образцу замка Адзути, который за десять лет до этого выстроил для себя Ода Нобунага. Хидэёси завязал на Осаку важнейшие торговые пути разобщённой многолетними междоусобицами Японии. Во время его правления прилегающая к замку территория (ныне город Осака, второй по величине в Японии) стала средоточием всей хозяйственной жизни страны.
Замок площадью в один квадратный километр возносится на вершине каменной насыпи, предназначенной для защиты от нападений воинов-меченосцев. В её основание заложены громадные валуны, наиболее крупные из которых достигают шести метров в высоту и четырнадцати метров в ширину. Замок имеет пять этажей; ещё три подземных уровня уходят в глубь насыпи. На строительстве было одновременно занято от 20 до 30 тысяч человек.
В 1614 году, во время войны Хидэёри (сына Хидэёси) с могущественным сёгуном Токугава Иэясу, замок выдержал осаду двухсоттысячного войска. Токугава не смог взять крепость, но ему удалось засыпать окружавшие её рвы — ключевой элемент фортификационной системы Осаки. В следующем году Хидэёри предпринял попытку восстановить внешний ров и наполнить его водой. Разъярённый Токугава послал в Осаку отряд своих воинов, которые захватили вражеский замок. Хидэёри и его мать покончили с собой; место их гибели отмечено памятным знаком.
В 1620 году Токугава повелел отстроить и расширить замок в Осаке. В 1665 году ударившая в главную башню молния привела к разрушительному пожару. В последующие годы замок был восстановлен, однако вновь сгорел в 1868 году, во время драматических событий Реставрации Мэйдзи. Энциклопедический словарь Брокгауза и Ефрона отмечает, что к началу XX века от замка остались одни развалины, а сохранившиеся помещения были обращены в казарму. Главная башня (тэнсюкаку) поднялась из руин и приобрела современный облик только в 1931 году, когда местные власти провели её капитальную реконструкцию с использованием железобетона.
В конце Второй мировой войны постройки замка пострадали от американских авианалётов, но были восстановлены в 1995—1997 годах. В настоящее время объект открыт для посещения туристов; интерьеры главной башни — современные. С замковым садом соседствует стадион, на котором выступают гастролирующие по Японии музыканты мирового уровня.

## Виды замка

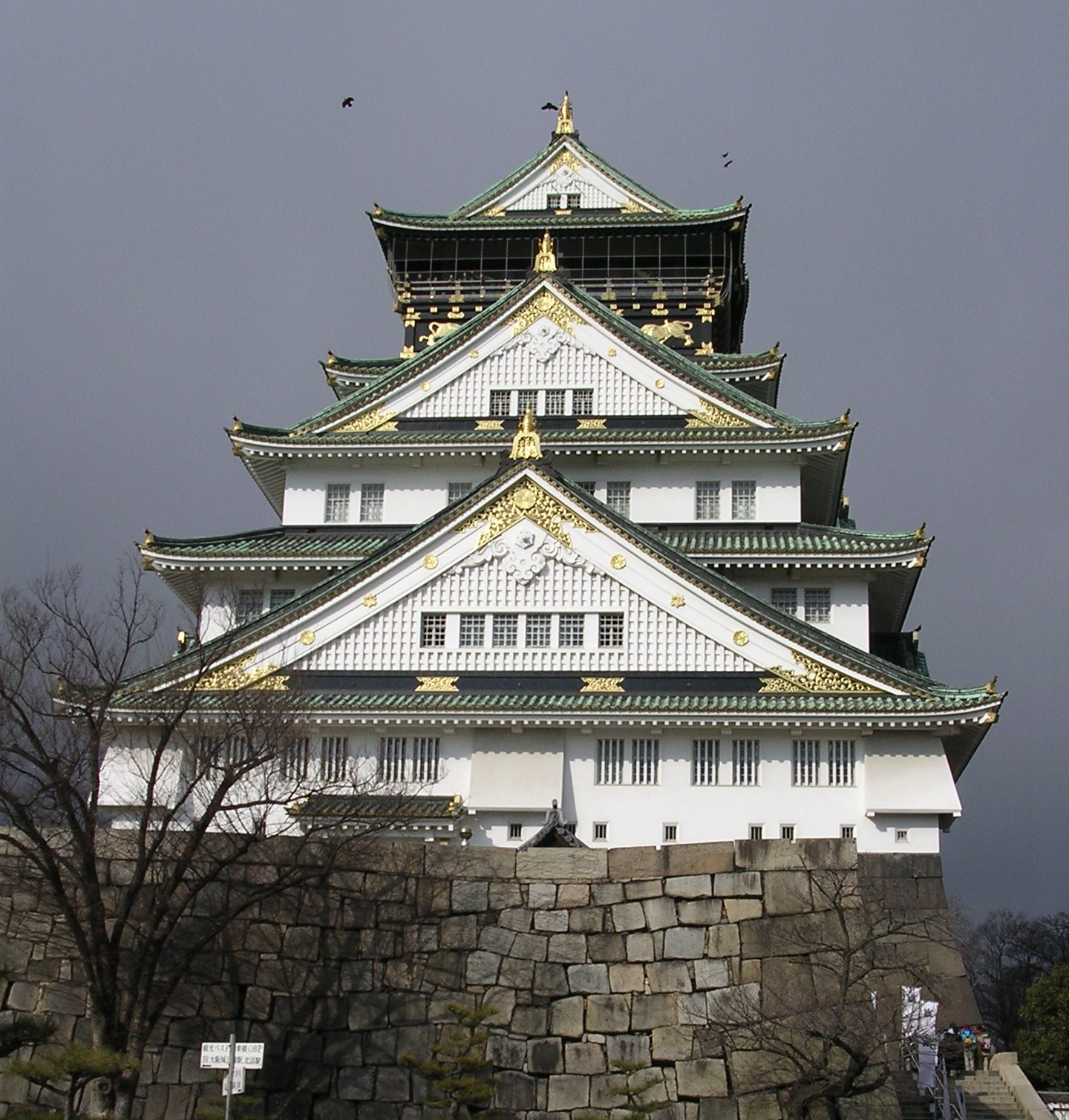
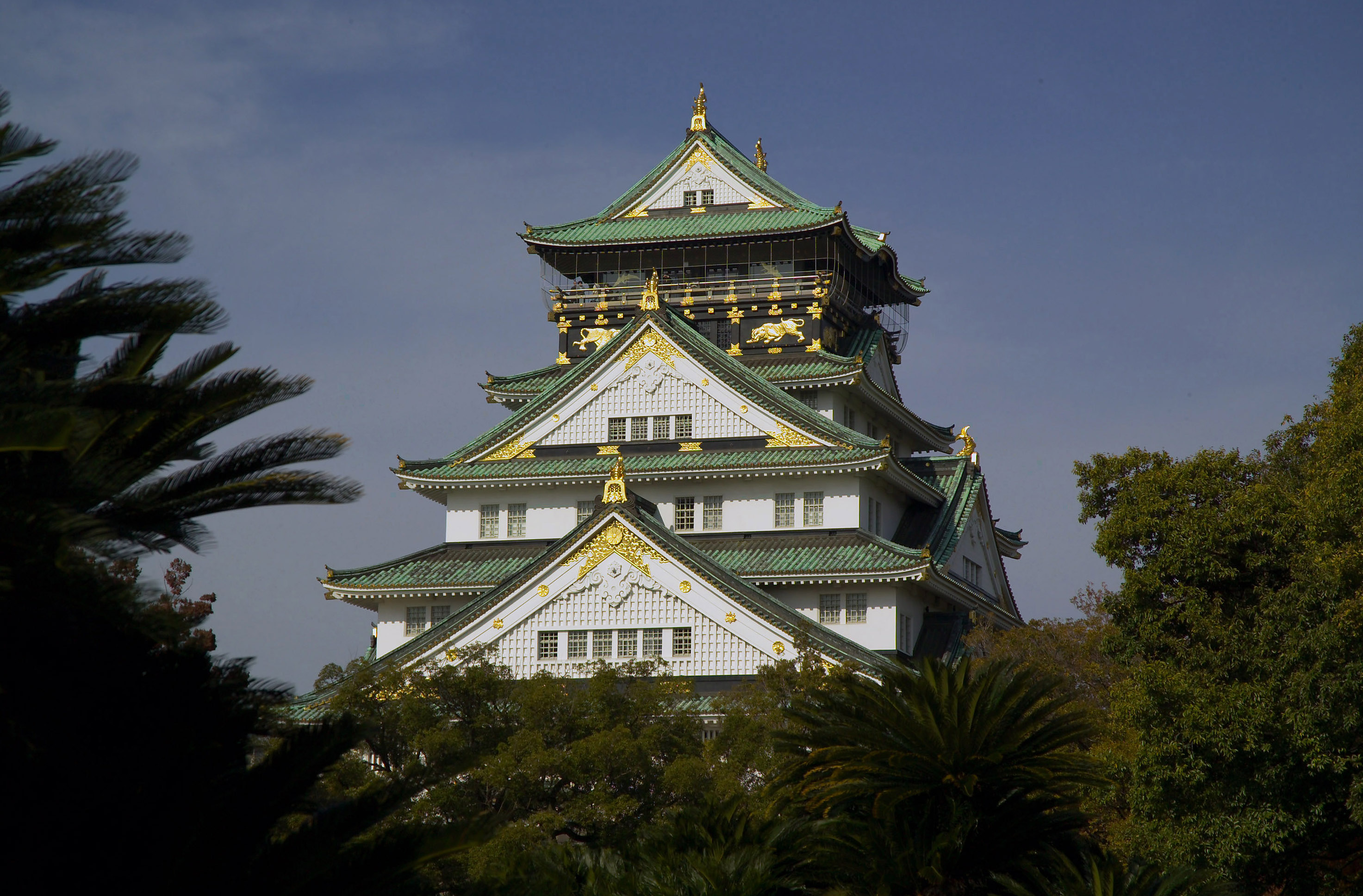
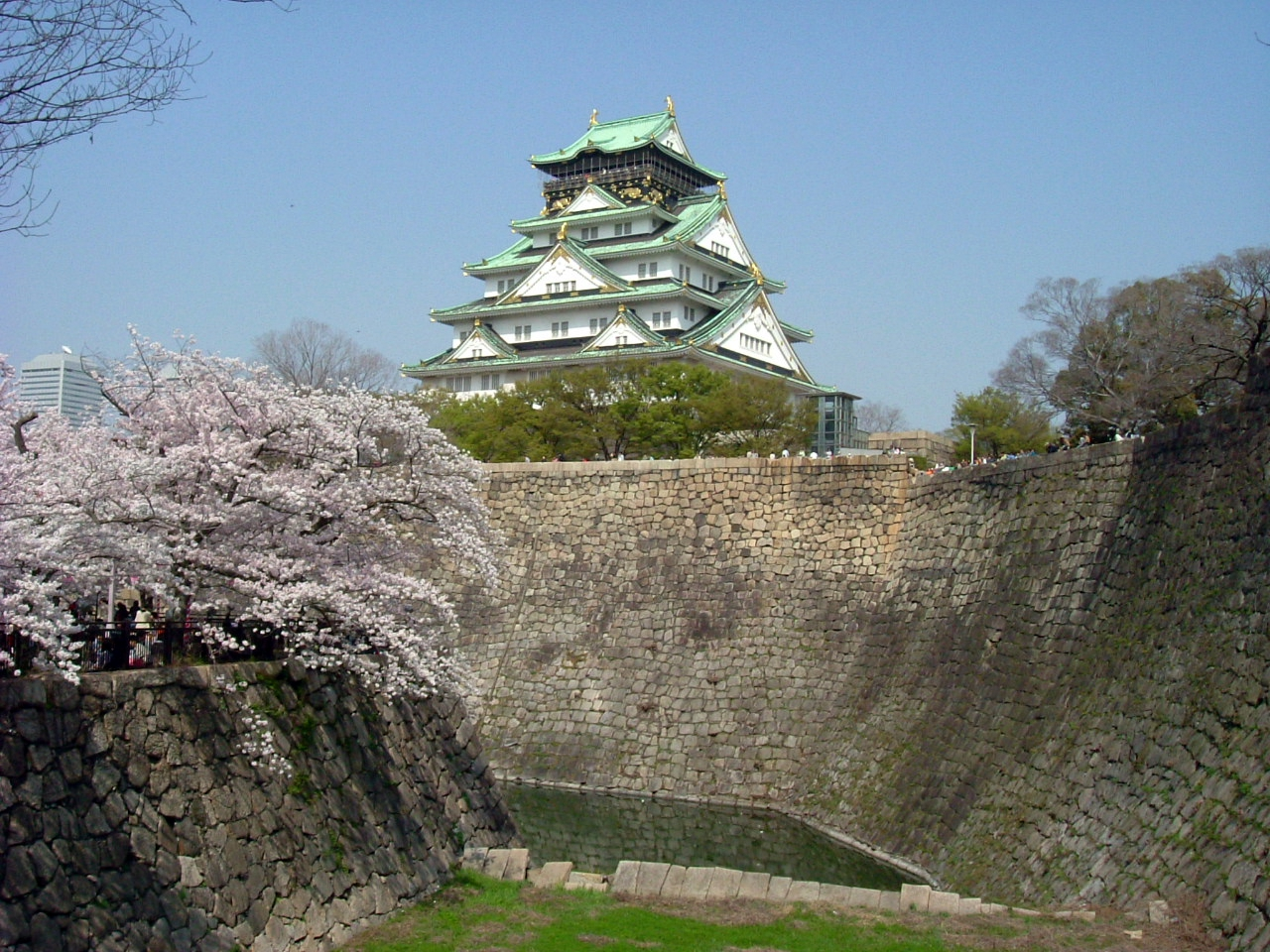
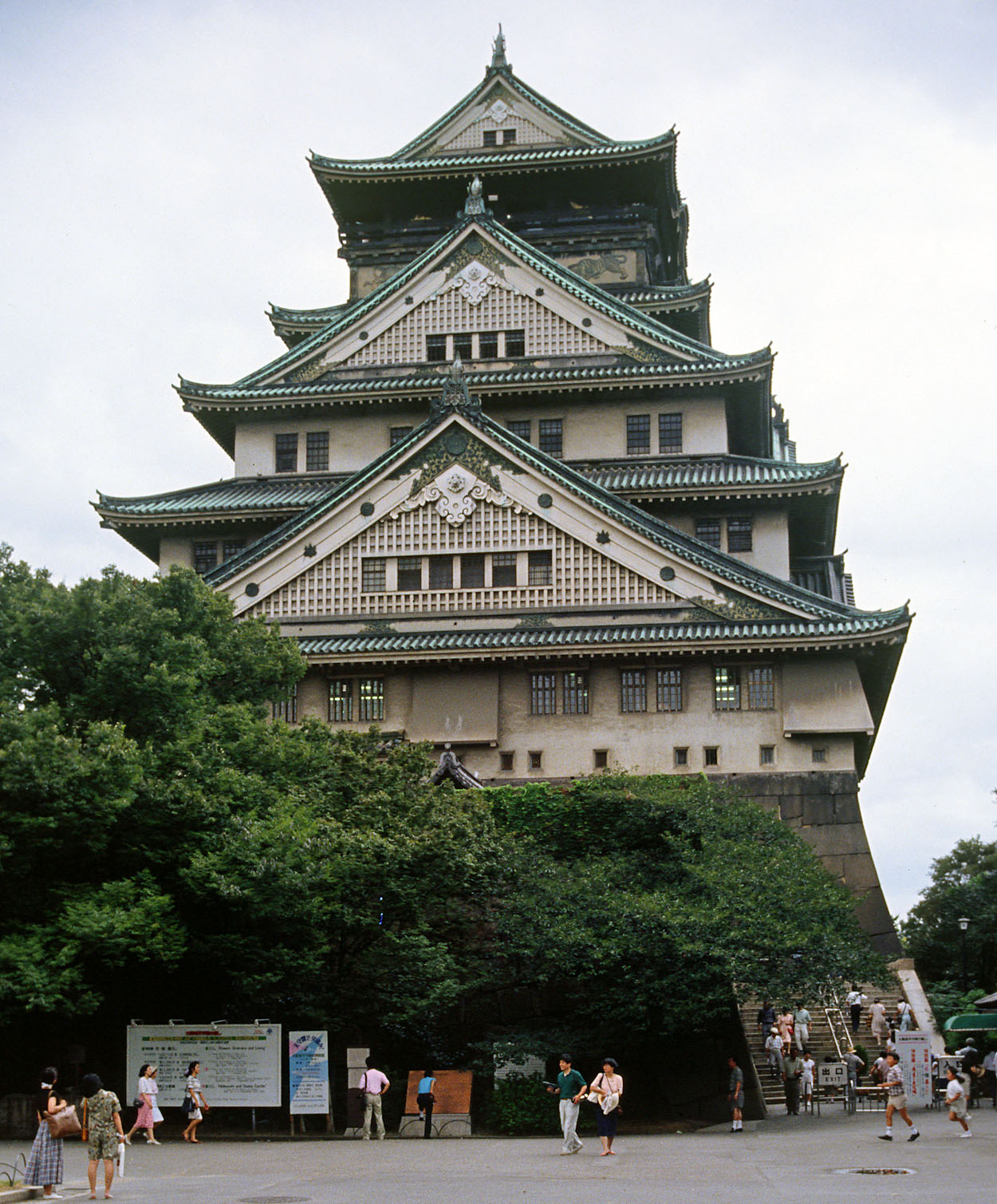
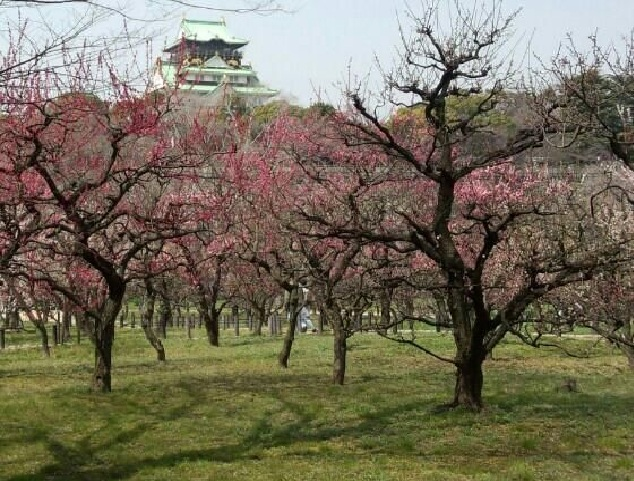